# Булл, Стив
Стивен Джордж Булл (англ. Stephen George Bull,; 28 марта 1965, Типтон, Стаффордшир, Англия) — английский футболист, тренер, игрок сборной Англии по футболу, участник Чемпионата мира 1990 года. 

## Карьера
Булл родился в Типтоне и начал учиться в сентябре 1969 года в начальной школе Уэсбери-Оук, а в сентябре 1976 года перешел в среднюю школу Уиллингсворт. Уже в то время он выделялся на фоне сверстников. В составе юношеских команд, в которых он играл, входили юниоры из Окер-Хилла, Ред-Лайона и Нью-Гудмана. Он бросил школу в 1981 году, чтобы присоединиться к «Типтон Таун», клубу вне-лиги. В течение этого времени он также подрабатывал на фабрике в дополнение к играм в местной лиге.